# Kobylany-Kolonia
Kobylany-Kolonia – wieś w Polsce położona w województwie mazowieckim, w powiecie radomskim, w gminie Skaryszew.
W latach 1975–1998 miejscowość należała administracyjnie do województwa radomskiego.